# Кумертау
Кумертау (рус. Кумертау) град је у Русији у републици Башкортостан. Према попису становништва из 2010. у граду је живело 62.854 становника.

## Становништво
Према прелиминарним подацима са пописа, у граду је 2010. живело 62.854 становника, 2.149 (3,31%) мање него 2002.
| 1959.  | 1970.  | 1979.  | 1989.  | 2002.  | 2010.  |
| ------ | ------ | ------ | ------ | ------ | ------ |
| 30.937 | 44.403 | 51.889 | 64.260 | 65.003 | 62.851 |